# برومازولام
برومازولام (انگلیسی: Bromazolam) یک تریازولوبنزودیازپین (TBZD) است که نخستین بار در سال ۱۹۷۶ میلادی سنتز شد، اما هرگز به بازار عرضه نشد. این ماده دارای اثرات آرام‌بخش و ضد اضطراب مانند سایر بنزودیازپین‌ها است. با این تفاوت که یک حلقه تریازول به اتم نیتروژن آن پیوند خورده است.